# Sony Ericsson Z530
Sony Ericsson Z530 är en vikbar mobiltelefonmodell tillverkad av Sony Ericsson med VGA-kamera och mp3-spelare. 24MB Minne. Har även IR Port och Bluetooth. Max upplösning på bilder 640x480. Max upplösning på video 176x144.